# American Moviegoer Awards
American Moviegoer Awards é uma premiação de cinema estadunidense. A primeira cerimênia ocorreu em março de 1996. Os votos são feitos via telefone.